# Rapid application development
Rapid application development (również RAD) – metodyka polegająca na udostępnieniu programiście dużych możliwości prototypowania oraz dużego zestawu gotowych komponentów (np. zapewniających dostęp do bazy danych). Umożliwia to uzyskanie pewnego efektu już w pierwszych krokach programistycznych, jednocześnie stanowi poważne zagrożenie dla projektów o większych rozmiarach ze względu na łatwość nieprzemyślanego modyfikowania. 
Narzędzia RAD są rozwinięciem pomysłu 
IDE (zintegrowanego środowiska programistycznego) i doskonale nadają się do tworzenia prototypów. Wygląd aplikacji projektuje się ustawiając kontrolki w obszarze okna projektowanego programu (na przykład przy użyciu myszy – przeciągnij i upuść). 
Przykładowe narzędzia RAD to Delphi i Microsoft Visual Studio dla Microsoft Windows oraz MonoDevelop i Kylix dla GNU/Linuksa.
Narzędziami RAD niezależnymi od platformy są: Qt Designer wchodzący w skład biblioteki Qt wspomagającej programowanie w C++ oraz Lazarus związany z językiem Pascal w wersji Free Pascal, a wzorowany na Delphi.